# Carreço
Carreço é uma povoação portuguesa sede da Freguesia de Carreço do Município de Viana do Castelo, freguesia com 14,20 km² de área e 1737 habitantes (censo de 2021), tendo, por isso, uma densidade populacional de 122,3 hab./km².
A freguesia, além da sede, engloba ainda os lugares de Troviscoso, Montedor e Paçô. Situada à beira mar, a cerca de 7 km a norte de Viana do Castelo tem como ex-líbris o farol, o farol de Montedor.
Datam da Idade Média, século X, as primeiras indicações escritas referentes à "villa" de Carreço mas é nas Inquirições de D. Afonso III, em 1258, que melhores referências aparecem.
A freguesia é composta por cerca de 840 fogos, dos quais uma parte é utilizada como residências de férias ou fim de semana. O número de habitantes ronda os 1750.

## Demografia
A população registada nos censos foi:
| Distribuição da População por Grupos Etários | Distribuição da População por Grupos Etários | Distribuição da População por Grupos Etários | Distribuição da População por Grupos Etários | Distribuição da População por Grupos Etários |
| -------------------------------------------- | -------------------------------------------- | -------------------------------------------- | -------------------------------------------- | -------------------------------------------- |
| Ano                                          | 0-14 Anos                                    | 15-24 Anos                                   | 25-64 Anos                                   | > 65 Anos                                    |
| 2001                                         | 235                                          | 244                                          | 957                                          | 333                                          |
| 2011                                         | 214                                          | 149                                          | 1002                                         | 394                                          |
| 2021                                         | 177                                          | 156                                          | 848                                          | 556                                          |

## Toponímia
A morfologia do solo da freguesia de Carreço é a mesma, em geral, da freguesia de Afife: a planície litoral de abrasão; os declives de costa antiga; e as primeiras alturas do planalto hercínico, logo muito ondulado.
Natural, pois, que a toponímia tivesse sido marcada por tal tríplice fisionomia geral. se bem que se não poderia deduzir esta apenas por via toponímica. Isto é: nisto, não poderíamos determinar a causa pela consequência, por falta de expressões tópicas suficientemente numerosas e significativas.
No mais, a fisionomia mais particularizante (topónimos são particularismos) é clara: os aspectos singulares do solo (não o conjunto, como fica dito), apenas em parte subsistentes como notas do passado (topónimos são elementos históricos. visto que geo-humanos); a vegetação e a fauna. Outrora, aqui e além, dominantes: a feição da exploração e ocupação do solo, e as instituições correlativas e actividades humanas complementares.

## História
- O comboio chegou a Carreço a 14 de Junho de 1872
- O correio começou a ser distribuído em Carreço no ano de 1888 e a 9 de Junho de 1968 foi inaugurada a estação de correios. Actualmente funciona no edifício da Junta de Freguesia
- A luz eléctrica a 24 de Dezembro de 1936
- Carreço possui água pública desde 1948 e os primeiros contadores foram instalados em 1968
- Os transportes públicos (camioneta) começaram a circular entre Carreço e Viana em Março de 1972

## Heráldica
- Brasão - escudo vermelho, com farol de prata, iluminado de ouro e realçado de negro, movente da campanha ondada de prata e verde, acompanhada à dextra de uma harpa de ouro e à sinistra de uma armação de moinho de pás de madeira de ouro; brocante sobre ondado, urna maceira de ouro realçada de negro. Coroa mural de três torres de prata. Listel branco, com a legenda a negro, em maiúsculas: "CARREÇO".

O Farol de Montedor - construção identificativa de Carreço perante o país e o Mundo desde 1910, simboliza a luz/força - dinâmica/futuro, apanágio desta Freguesia.
O Moinho de Vento - modelo único no país, com as suas inconfundíveis velas trapezoidais em madeira, representa o trabalho do campo, principal actividade de que Carreço dependeu no passado.
A Masseira sobre o Mar - embarcação típica de Carreço, utilizada quer na pesca de costa, quer na colheita do sargaço, simboliza o trabalho que ligou esta Freguesia ao Mar.
A Lira - símbolo da primeira instituição de cultura de Carreço, a "Troupe Musical 1.º de Agosto", fundada em 1903 e que deu origem à Sociedade de Instrução e Recreio de Carreço, representa a cultura, com destaque para a Música e o Teatro.
O Farol, o Moinho de Vento, a Masseira e a Lira são quatro elementos plenos de vida e força; quatro são também os Lugares da Freguesia.
O Brasão representa a identidade do Povo CARRECENSE e forma um conjunto em sinal de união e vida.
A cor vermelha do Brasão é demonstrativa do garrido dos nossos trajes simbolizando o "Fato à Lavradeira" de Carreço e através dele a origem, em 1923, do primeiro Rancho Folclórico de Portugal. O verde do mar reflecte as águas límpidas do Oceano que banha Carreço, cujas ondas prateadas batem nas areias douradas das nossas magníficas praias.
- A Bandeira com a cor verde da paisagem luxuriante dos campos de Carreço e da pureza do ar que se respira e o Brasão encimado pelos castelos, são elementos identificativos da Aldeia, conforme a heráldica.

Circular com as peças do Brasão sem indicação de cores e metais, tudo de 1995, envolvido por dois círculos concêntricos, onde corre a legenda "Junta de Freguesia de Carreço - Viana do Castelo.
Amarelo - em termos heráldicos o ouro (amarelo) é o metal mais precioso na escala daquela ciência. O amarelo é ainda o símbolo da generosidade.
Verde - em heráldica representa as águas do Oceano. Em simbologia heráldica representa a Esperança, a Solidariedade e a Fé.
O Ouro - é, em heráldica, o metal mais precioso. Por isso ele guarnece as partes mais nobres e significativas do BRASÃO. A Prata - é, em heráldica, o segundo metal na escala daquela ciência, por isso ele guarnece as peças de importância significativa do BRASÃO.

## Notáveis
Francisco Pires Zinão – Poeta popular nascido em Carreço a 20.11.1786
Ruben A. Leitão – Escritor
Cidália Afonso da Silva – Poetisa
Manuel Enes Pereira – Compositor, intérprete, escritor e encenador
Benjamim Enes Pereira (1928 -2020) - Etnógrafo, museógrafo, trabalhou com Jorge Dias, Ernesto Veiga de Oliveira e Fernando Galhano, integrando o chamado "Grupo do Museu de Etnologia". Ao longo de décadas, em obras e iniciativas tanto colectivas como individuais, produziu conhecimentos sobre o nosso país que continuam a ser incontornáveis (cf. a sua bibliografia na página da Biblioteca Nacional). Retirado, vive desde há alguns anos em Montedor na casa que foi dos seus pais. 

## Colectividades
- Sociedade de Instrução e Recreio de Carreço
- Rancho Regional das Lavradeiras de Carreço
- Grupo Folclórico Danças e Cantares de Carreço
- Ronda típica de Carreço
- Centro Social e Cultural de Carreço
- Paróquia de Santa Maria de Carreço
- Movimento dos Cursilhos de Cristandade em Carreço
- Plano Aberto - Associação de defesa do Património Cultural e Natural

## Património
- Castro da Corôa
- Gravuras rupestres de Fornelos
- Gravuras rupestres da Lage da Churra
- Castro de Montedor
- Fortim de Montedor ou Forte Paçô
- Moinho do Petisco (no Lugar de Montedor)
- Moinho do Marinheiro (com velas trapezoidais de madeira) e Moinho de Cima (ambos no Lugar de Montedor)
- Farol de Montedor
- Monumento Natural do Alcantilado de Montedor

## Praias
- Praia do Paçô